# Amaya Valdemoro
Amaya Valdemoro Madariaga (Madrid, 18 agosto 1976) è un'ex cestista spagnola, professionista nella WNBA.
Alta 183 cm per 78 kg, giocava come ala. Porta il 45 di scarpe.

## Carriera
Con la Spagna ha disputato due edizioni dei Giochi olimpici (Atene 2004, Pechino 2008), quattro dei Campionati mondiali (1998, 2002, 2006, 2010) e otto dei Campionati europei (1995, 1997, 2003, 2005, 2007, 2009, 2011, 2013).

## Palmarès
- Campionato WNBA: 3

Houston Comets: 1998, 1999, 2000